# Otra Navidad en las Trincheras
Otra Navidad en las Trincheras es el quinto álbum de la banda de rock uruguaya El Cuarteto de Nos. Fue lanzado en CD por el sello Ayuí en 1994 y es considerado como uno de los álbumes más importantes del rock uruguayo. No sólo significó un nuevo rumbo, tanto lírico como en la musical en la banda, sino que alzó la fama de esta en todo el Uruguay llenando con él su primer Teatro de Verano, y es hasta el día de la fecha el disco de rock más vendido en el Uruguay, y el segundo en la música en general. Algunas de sus canciones más famosas del álbum son: «Bo cartero», «El calzoncillo a rayas», «Nuevamente», «El putón del barrio», «Manfreddi», «Solo soy un polaco enamorado» y «El primer oriental desertor».

## Antecedentes
En 1987 El Cuarteto de Nos, banda de rock uruguaya, lanzó su segundo álbum de estudio Soy una arveja. Para la presentación del disco, se presentaron en el teatro El Galpón, donde debutarían sus disfraces de mujeres mayor de edad; en 1985 actuaron vistiendo de con papel de aluminio en las piernas y globos sujetos a la cabeza, donde lograron interés en el público. Por ese periodo el Cuarteto era nombrado entre las bandas más destacadas del movimiento rock post-dictadura, y una de las más prometedoras de Uruguay. Lograron participar en el Montevideo Rock en la que asistieron 60 000 personas, siendo así el mayor evento de la historia del rock uruguayo hasta ese momento.

## Grabación y composición
El Cuarteto de Nos había grabado sus tres discos anteriores para la discográfica Orfeo, siendo publicados en formato LP o casete. Cuando el grupo le plantea a la discográfica que desean editar en CD el siguiente, Orfeo decide no arriesgarse por ser una apuesta muy costosa y arriesgada para la cantidad de ventas que esperaban del álbum.
Por lo tanto la banda negoció con el sello independiente Ayuí / Tacuabé, que fue grabado por cuenta del grupo en el estudio propiedad de Riki Musso (guitarrista de la banda) llamado Tío Riki. Ayuí había publicado su primer compacto en 1993 del álbum Fines de Fernando Cabrera. Mauricio Ubal, coordinador del sello, escuchó las canciones del futuro álbum y decidió que era una buena decisión publicar el primer disco de rock uruguayo en disco compacto (también se publicó en casete). El disco se realizó con total independencia artística por parte del grupo.
La grabación de Otra Navidad en las Trincheras se llevó a cabo entre diciembre de 1993 y enero de 1994 en el estudio de grabación independiente de Ricardo Musso, Tío Riki. 

## Portada y título
La tapa del álbum es verde, con una foto de los cuatro integrantes del grupo colocada en el medio de forma inclinada y el nombre del álbum y del disco (en blanco) arriba y abajo de la foto. La fotografía fue tomada en la casa de los padres de Ricardo y Roberto Musso, siendo tomada por Riki usando el temporizador de la cámara. Momentos después del lanzamiento del disco Santiago Tavella expresó su disgusto ante la portada, calificándola como «horrible» durante una entrevista de prensa. En la contratapa del disco aparte de contener el listado de canciones contiene dibujos en cada pista, dichos dibujos hechos por Tavella. El nombre del álbum proviene de una frase que dice Macaulay Culkin en la película Home Alone 2: Lost in New York, frase que Roberto Musso escuchó en la televisión mientras miraba el filme.

## Estilo musical
En el disco resurgieron todas las líneas artísticas desarrolladas en los cuatro discos anteriores: todo tipo de humor (popular, intelectual, absurdo, surrealista, sexual, negro), además de la veta punk y nihilista. También se recorren nuevos caminos desde la parodia musical, como Presentación del Cuartetazo Los Bedronclos, que se basa en la canción El Cuartetazo del grupo tropical Los Wawancó.
Desde el punto de vista musical, se destaca la gran variedad. Se pueden encontrar canciones con influencias de música tropical («El calzoncillo a rayas»), baladas («Sólo un rumor», «Sólo soy un polaco enamorado»), pop («Bo cartero», «Ve con él»), punk rock («El primer oriental desertor»), música electrónica («El putón del barrio»), soul («Después de hacernos el amor»). El humor está presente en todo momento, ya sea desde las letras, sonidos que se escuchan detrás de lo que se canta, comentarios en medio de las canciones, o directamente parodias a determinadas canciones de distintos artistas.

## Recepción
Se hizo una primera edición de 500 copias en CD, la cual se agotaron rápidamente. En pocos meses el álbum ya estaba certificado como disco de platino y oro, lo que equivalía a 6 000 copias vendidas. El disco resultó ser uno de los discos más exitosos de todos los tiempos de la música uruguaya, llevando vendidas hasta hoy en torno a 20 000 copias. Las canciones del álbum sonaron en muchas emisoras de radio del Uruguay en 1994, traspasando las dedicadas al rock. «Bo cartero» (versión de la canción «Please Mr. Postman», con traducción de la letra hecha por Roberto Musso) puede considerarse como el primer hit del grupo. A partir de este álbum la banda dejó de ser una de culto seguida por algunos universitarios para convertirse en un fenómeno popular. Gracias al éxito cosechado por el álbum, en 1994 recorrieron todo el país realizando recitales  y llegaron por primera vez a tocar en el Teatro de Verano de Montevideo.

## Lista de canciones
| N.º   | Título                                       | Letras           | Música           | Duración |  |
| 1.    | «El calzoncillo a rayas»                     | Santiago Tavella | Santiago Tavella | 3:47     |  |
| 2.    | «Sólo un rumor»                              | Roberto Musso    | Roberto Musso    | 3:52     |  |
| 3.    | «Sólo soy un polaco enamorado»               | Ricardo Musso    | Ricardo Musso    | 2:43     |  |
| 4.    | «El primer oriental desertor»                | Roberto Musso    | Roberto Musso    | 2:52     |  |
| 5.    | «El putón del barrio»                        | Roberto Musso    | Roberto Musso    | 3:42     |  |
| 6.    | «Eres una chica muy bonita»                  | Santiago Tavella | Santiago Tavella | 3:09     |  |
| 7.    | «Bo cartero»                                 | Roberto Musso    | Roberto Musso    | 3:56     |  |
| 8.    | «Manfreddi»                                  | Ricardo Musso    | Ricardo Musso    | 2:32     |  |
| 9.    | «Nuevamente»                                 | Santiago Tavella | Santiago Tavella | 2:14     |  |
| 10.   | «Ve con él»                                  | Roberto Musso    | Roberto Musso    | 3:51     |  |
| 11.   | «Soy un capón»                               | Ricardo Musso    | Ricardo Musso    | 3:36     |  |
| 12.   | «Me agarré el pitito con el cierre»          | Roberto Musso    | Roberto Musso    | 2:10     |  |
| 13.   | «Somos muchos más que vos»                   | Santiago Tavella | Santiago Tavella | 3:37     |  |
| 14.   | «Después de hacernos el amor»                | Roberto Musso    | Roberto Musso    | 2:58     |  |
| 15.   | «Presentación del cuartetazo Los Bedronclos» | Roberto Musso    | Roberto Musso    | 2:26     |  |
| 16.   | «Zitarrosa en el cielo»                      | Santiago Tavella | Santiago Tavella | 2:59     |  |
| 17.   | «Ea ea»                                      | Roberto Musso    | Roberto Musso    | 1:43     |  |
| 18.   | «El niño de Guatemala»                       | Santiago Tavella | Santiago Tavella | 3:27     |  |
| 55:40 |                                              |                  |                  |          |  |

## Personal

### Músicos
El Cuarteto de Nos
- Roberto Musso – voz y segunda guitarra
- Ricardo «Riki» Musso – guitarra principal, teclados, secuenciación de percusión digital en «Sólo soy un polaco enamorado» y voz
- Santiago Tavella – bajo, teclados y percusión digital en «Nuevamente» y «Me agarré el pitito con el cierre» y voz
- Álvaro «Alvin» Pintos – batería, percusión, secuenciación de percusión digital en «Nuevamente», y voz

Músicos adicionales
- Olivier Noël – voz en «El putón del barrio»
- Rolando «Rolo» Cieri – sampler en «El putón del barrio»
- Ernesto Bimbo DePauli – coros